# Le Prince aux gondoles
Pour plus de détails, voir Fiche technique et Distribution.
Le Prince aux gondoles (Honeymoon Hate) est un film américain réalisé par Luther Reed, sorti en 1927.

## Fiche technique
- Titre original : Honeymoon Hate
- Titre français : Le Prince aux gondoles
- Réalisation : Luther Reed
- Scénario : Doris Anderson, Ethel Doherty, Herman J. Mankiewicz, George Marion Jr. et A.M. Williamson
- Photographie : Harry Fischbeck
- Société de production : Paramount Pictures
- Pays d'origine : États-Unis
- Format : Noir et blanc - 1,33:1 - Film muet
- Genre : comédie
- Date de sortie : 1927

## Distribution
- Florence Vidor : Gail Grant
- Tullio Carminati : Prince Dantarini
- William Austin : Banning-Green
- Corliss Palmer : Mrs Fremont Gage
- Albert Conti (non crédité)